# Achebé Betty Powell
Achebe Betty Powell, aussi connue comme Betty Jean quand elle était étudiante (née le 14 juin 1940 et morte le 21 février 2023), est une américaine et une leader communautaire noire qui s'est activement impliquée comme militante et/ou membre fondatrice de groupes affiliés à la fois au féminisme noir et au mouvement gay, notamment la National Black Feminist Organization, Soul Sisters, The National Gay Task Force et la Gay Academic Union. Elle est connue pour avoir cofondé l'Astraea Lesbian Foundation for Justice et a siégé au conseil d'administration de la National LGBTQ Task Force.

## Jeunesse et éducation
Betty Jean Kelly est née en Floride, de Jesse Kelly et de Rachel Harris (qui sera plus tard connue sous le nom de Rachel Long).
Elle a ensuite vécu plusieurs années en Allemagne, adolescente, car son père y était stationné en tant que membre de l'armée américaine. Elle s'y est convertie au catholicisme romain et a obtenu un baccalauréat en français du collège Sainte-Catherine. Rentrée aux États-Unis, elle a rejoint la Conférence nationale des chrétiens et des juifs (CNCJ), où elle et ses pairs ont appelé à la justice raciale.
Elle a obtenu une maîtrise en langue et littérature françaises de l'université Fordham en 1964.
Avec plusieurs de ses pairs, elle a (contre la volonté du CNCJ) parallèlement organisé des actions plus concrètes et directes, aboutissant notamment au vote d'une loi sur le logement équitable en 1961. À l'université (collège de Ste Catherine à St Paul, dans le Minnesota) elle a été l'une des premières et des seules femmes noires à entrer dans le Conseil interracial catholique.
Elle a aussi passé beaucoup de temps à œuvrer pour l'équité en matière d'éducation à Harlem, plaidant notamment pour plus de financement pour les StoreFront Academies, qui dans les quartiers noirs ont permis l'éducation de jeunes totalement rejetés par le système d'éducation traditionnel.

## Carrière
Powell a enseigné le français au lycée de New York ; et elle a professé le français et la linguistique au Brooklyn College.
Elle a été directrice de Kitchen Table Press. En 1989, elle a lancé une entreprise de conseil, Betty Powell Associates, axée sur les politiques de diversité sexuelle et de genre et la formation à l'antiracisme.
Powell a été cofondatrice de Salsa Soul Sisters et de la National Coalition of Black Lesbians and Gays puis de la Fondation Astraea Lesbian for Justice,.
Elle a été la première lesbienne noire membre du conseil d’administration de la National Gay Task Force.
Elle a aussi été membre de la National Black Feminist Organization, de The National Gay Task Force et la Gay Academic Union. Elle a aussi siégé au conseil d'administration de la National LGBTQ Task Force.
En 1977, elle a participé à une réunion des dirigeants LGBTQ à la Maison Blanche avec Jimmy Carter. Elle a été présentée dans un documentaire, Word Is Out (1977).
Powell a joué un rôle important dans la reconnaissance et l'intégration du lesbianisme dans la seconde vague du mouvement féministe, et la libération queer, de la fin des années 1960 à nos jours aux États-Unis, une partie de l'histoire socioculturelle américaine, plus intersectionnelle et plus radicale que ce qui a été documenté précédemment, selon la thèse de Kelly Anderson (2014) intitulée Pour l'amour et pour la justice : récits de l'activisme lesbien (université de New York, 2014) basée sur des entretiens réalisés pour le projet Voices of Feminism à la Sophia Smith Collection. Achebé Betty Powell a notamment activement contribué aux travaux des Conférences mondiales des Nations Unies sur les femmes  et au SAGE (une organisation de défense des aînés LGBTQ). En 2003, elle a cofondé Queers for Economic Justice avec Martin Duberman. En 2004, elle a donné une interview d'histoire orale pour la collection Sophia Smith d'histoire des femmes du Smith College.

## Éléments de biographie (vie et héritage)
Connue sous le nom de Betty Jean, elle a entretenu une relation avec sa colocataire durant ses études supérieures à New York au début des années 1960. Elle a été brièvement mariée à Bill Powell dans les années 1960.
Ses partenaires de longue date ont été Virginia Apuzzo et Linda Fraser.
À 65 ans, Powell a changé son nom pour Achebe Betty Powell.
Powell est décédé à Brooklyn en février 2023, à l'âge de 82 ans, des suites du Covid-19,.
Ses articles sont conservés dans la collection Sophia Smith d'histoire des femmes du Smith College. Son nom a été ajouté au Mur d'honneur national LGBTQ en 2023.

### Vidéographie
- (en) [vidéo] LGBTCenterNYC, « Achebe Powell on personal intersectionality », sur YouTube, 3 juin 2019.
- (en) [vidéo] Middle Church, « Homegoing Service for Achebe Betty Powell », sur YouTube, 11 mars 2023.